# CICS
CICS, acrónimo en inglés de Customer Information Control System (en español, Sistema de control de información de clientes), es un gestor transaccional, o monitor de teleproceso, que se ejecuta principalmente en mainframes IBM con los sistemas operativos OS/390, z/OS o VSE. También existen versiones de CICS para otros entornos, como OS/400, OS/2, etc. La versión para entornos Unix recibe el nombre de TX Series.
CICS es un sistema diseñado para procesar tanto transacciones en línea como batch. En los grandes ordenadores IBM zSeries, un sistema CICS puede dar servicio a miles de transacciones por segundo. Es una pieza clave en los servicios de muchos bancos, administraciones y grandes empresas. Las aplicaciones CICS puede ser escritas en diferentes lenguajes como COBOL, PL/I, C, C++, código ensamblador, REXX y Java. Por motivos históricos, la mayoría de aplicaciones CICS están escritas en COBOL o PL/I.
- Datos: Q1146247